# Passo delle Capannelle
De Passo delle Capannelle is een 1300 meter hoge Italiaanse bergpas in de Apennijnen. Hij vormt de verbinding tussen Montorio al Vomano en de regionale hoofdstad L'Aquila.
De pashoogte is gelegen in het Nationaal Park Gran Sasso e Monti della Laga tussen de bergtoppen Il Pago (1525 m) en Monte San Franco (2132 m). Vanuit het noorden is de pas te bereiken via de weg die door het ruige dal van de Vomano loopt. Vanuit L'Aquila leidt een bochtige, maar brede weg door een sterk heuvelachtig landschap naar de top. Nabij de top takt in oostelijke richting een weg af naar Assergi. De weg over de Passo delle Capannelle is populair bij wielrenners en werd al enige malen bereden tijdens de Giro d'Italia.
Agnello · Aprica · Assietta · Baremone · Brenner · Brocon · Cadibona · Capannelle · Campolongo · Costalunga · Croce Dominii · Cuvignone · Duran · Esischie · Falzarego · Fauniera · Fedaia · Finestre · Forcola di Livigno · Foscagno · Gardena · Gavia · Giau · Giogo di Bala · Grote Sint-Bernhard · Jaufen · Joux · Kleine Sint-Bernhard · Lavaze · Leonessa · Lombarda · Maddalena · Manghen · Maniva · Mendel · Montgenèvre · Mont-Cenis · Monte Cristo · Mortirolo · Nigra · Nivolet · Penser Joch · Platigliolepas · Pfitscherjoch · Plöcken · Pordoi · Pratoriscio · Predil · Presolana · Reschen · Rolle · Sampeyre · San Carlo · San Marco · San Pellegrino · San Zeno · Scale · Sella · Sestriere · Sommeiller · Splügen · Staller Sattel · Staulanza · Stelvio · Tenda · Timmelsjoch · Tonale · Tre Croci · Tremalzo · Umbrail · Val Bighera · Valcavera · Valles · Valparola · Via del Sale · Vivione · Würz